# まっ赤な女の子
「まっ赤な女の子」（まっかなおんなのこ）は、小泉今日子の5枚目のシングル。1983年5月5日にビクター音楽産業から発売された。表題曲は本人主演のフジテレビ系月曜ドラマランド『あんみつ姫』の主題歌となった。

## 概要
このシングルでディレクターが髙橋隆から田村充義へ交代となった。この時期小泉にはイメージを変えたいという願望があり、髪を短くするなどの行動に表し始め、田村もまた、せっかく変わるのなら前任者の引継ぎをするだけでは面白くないし新しいものを出さなければと考え、これまで提供のなかった作家に依頼された。作曲は筒美京平に依頼し、作詞は若く勢いのある作家がいいとして康珍化と秋元康の二人に書いてもらい、シングルに向いていると思った方をA面にしようと決めていたという。結果、タイトルに鮮やかさを感じる康作詞の「まっ赤な女の子」がA面に決定した。康は夏向きの曲という事を意識して海辺を舞台にしたカラフルな詞を書こうと思い、幼い女の子が赤色を使って太陽やパラソルを描くクレヨン画をイメージして詞を書いていった。内心OKが出るか懸念はあったといい、田村に受け取ってもらえた時はホッとしたのを覚えていると話す。しかし、安堵感も束の間に、筒美が曲を付けて戻ってきたものは詞の3分の1近くが削られていたという。康はかなりのショックを受けたが、贅肉を大幅に削るような添削のおかげで、どこかキレの良くなかった詞が見事にポップスへと昇華していると実感し、新人の自分には強烈な実践授業だったと回顧している。
ちなみに、タイトルを初めて聞いた時に小泉は「大人ってなんてやらしい事を考えるんだろう」と思ったとの事だが、曲を聴いた印象は「待ってました！って感じで、嬉しかった」とも話している。
編曲には筒美の推薦で佐久間正英が起用された。田村の要望によりイントロのコーラスなどにヴォコーダー・ヴォイスが取り入れられ、佐久間はスタジオに大型のシンセサイザーであるDX7（ヤマハ・DXシリーズ）を持ち込んで作業を行った。
1991年11月には8cmCDがリリースされている（カップリングは「艶姿ナミダ娘」）。

## 収録曲

### まっ赤な女の子
- 両楽曲共に、作曲：筒美京平／編曲：佐久間正英

1. まっ赤な女の子 (3分27秒)
作詞：康珍化
2. 午後のヒルサイドテラス (2分43秒)
作詞：秋元康

### まっ赤な女の子／艶姿ナミダ娘
- 両楽曲共に、作詞：康珍化

1. まっ赤な女の子
作曲：筒美京平／編曲：佐久間正英
2. 艶姿ナミダ娘
作曲・編曲：馬飼野康二
3. まっ赤な女の子（カラオケ）
4. 艶姿ナミダ娘（カラオケ）

## 収録作品
- まっ赤な女の子
  - Breezing - アルバムバージョンで収録。
  - SUPER BEST THANK YOU KYOKO
  - Absolute Best For CD
  - Celebration
  - ザ・ベスト
  - CD FILE 小泉今日子 Vol. 1
  - KYON3 〜 KOIZUMI THE GREAT 51
  - K25 〜KYOKO KOIZUMI ALL TIME BEST〜
  - Kyon30 〜なんてったって30年!〜
  - コイズミクロニクル COMPLETE SINGLE BEST 〜1982-2017〜
- 午後のヒルサイドテラス
  - SUPER BEST THANK YOU KYOKO
  - Absolute Best For CD
  - CD FILE 小泉今日子 Vol. 1
  - Breezing+2

## 参考資料
- 松永良平:著『コイズミクロニクル〜コンプリートシングルベスト 1982-2017〜 初回特典「コイズミシングル～小泉今日子と50のシングル物語」』ビクターエンタテインメント、2017年5月17日。